# 麥考利維爾鎮區 (明尼蘇達州威爾金縣)
麥考利維爾鎮區（英語：McCauleyville Township）是位於美國明尼蘇達州威爾金縣的一個行政鎮區。

## 地方資料
麥考利維爾鎮區的面積為25.73平方千米，皆為陸地。根據2020年美國人口普查的數據，當地共有人口58人，而人口密度為每平方千米2.25人。